# Chồi dà
Chồi dà (danh pháp khoa học: Elaeocarpus bonii) là một loài thực vật có hoa trong họ Côm. Loài này được Gagnep. mô tả khoa học đầu tiên năm 1910.